# Shikokuobius japonicus
Shikokuobius japonicus är en mångfotingart som först beskrevs av Murakami 1967.  Shikokuobius japonicus ingår i släktet Shikokuobius och familjen fåögonkrypare. Inga underarter finns listade i Catalogue of Life.